# Wydział Nauk o Kulturze i Sztuce Uniwersytetu Warszawskiego
Wydział Nauk o Kulturze i Sztuce – jeden z 25 wydziałów Uniwersytetu Warszawskiego. 

## Historia
Wydział Nauk o Kulturze jest spadkobiercą Wydziału Historycznego Uniwersytetu Warszawskiego.
Wydział powstał 1 września 2020 r. na mocy zarządzenia rektora UW z 15 czerwca 2020 roku, które przekształciło Wydział Historyczny: Instytut Historyczny w Wydział Historii, Instytut Archeologii – w Wydział Archeologii, a dawny Wydział Historyczny stał się Wydziałem Nauk o Kulturze i Sztuce.

## Kierunki kształcenia
Dostępne kierunki:
- etnologia i antropologia kulturowa
- historia sztuki
- muzykologia

## Władze Wydziału
W kadencji 2020–2024:
| Stanowisko                     | Imię i nazwisko                       |
| ------------------------------ | ------------------------------------- |
| Dziekan                        | prof. dr hab. Małgorzata Karpińska    |
| Prodziekan ds. Finansów        | prof. dr hab. Grażyna Jurkowlaniec    |
| Prodziekan ds. Kadr i Rozwoju  | dr hab. Tomasz Jeż                    |
| Prodziekan ds. Studenckich     | dr hab. Krzysztof Skwierczyński       |
| Prodziekan ds. Badań Naukowych | dr hab. Magdalena Radkowska-Walkowicz |

## Struktura organizacyjna

### Instytut Etnologii i Antropologii Kulturowej
Dyrektor: prof. dr hab. Maciej Ząbek
- Zakład Antropologii Politycznej i Ekonomicznej
- Zakład Teorii i Badań Współczesnych Praktyk Kulturowych
- Zakład Antropologii Medycyny i Cielesności
- Zakład Antropologii Etniczności i Studiów Globalnych

### Instytut Historii Sztuki
Dyrektor: dr Mariusz Smoliński
- Katedra Historii Sztuki Dawnej
- Katedra Historii Sztuki Nowoczesnej
- Katedra Teorii Sztuki
- Katedra Historii Kultury

### Instytut Muzykologii
Dyrektor:  dr hab. Iwona Lindstedt
- Katedra Historii Muzyki
- Katedra Muzykologii Systematycznej i Kulturowej